# هيرشي بيرز
هيرشي بيرز (بالإنجليزية: Hershey Bears)‏ هو نادي هوكي الجليد أمريكي تأسس في 1938م.